# Urnlav
Urnlav (Tholurna dissimilis) är en sällsynt lav som i Europa förekommer i centrala Skandinaviska fjällkedjan, Alperna och vissa områden omkring gränsen mellan Ryssland och Finland. Den är även funnen i British Columbia (Kaskadbergen) i Kanada i västra Nordamerika. Urnlaven växer på äldre granar i höglänta områden. I Nordamerika har urnlav även hittats växande på träd ur ädelgranssläktet. 
Urlaven är en busklav och har en gråaktig och kuddlik bål med ett taggigt utseende. Bålen kan vara upp till två till tre centimeter bred. På den sitter tätt med cirka en millimeter långa och spretiga utskott, som bär upp de för laven karaktäristiska urnliknande apothecierna (fruktkroppar). Det är efter utseendet på apothecierna som laven fått sitt svenska namn. Sporerna är svarta.
Det norska namnet på laven är trollav.
Urnlaven är ensam art i sitt släkte. I Sverige är den rödlistad som nära hotad och förekommer sällsynt från Dalarna till Pite lappmark.

## Ekologi
Urnlaven har flera speciella krav på sin växtmiljö och är därför en av de mer sällsynta lavarna. Den förekommer i höglänta områden, främst ovanför skogsgränsen, där den företrädesvis växer på grenarna i den övre delen eller toppen på senvuxna fristående granar eller sådana som står i små spridda grupper. I skandinaviska fjällkedjan kan laven återfinnas på en höjd av mellan omkring 500 till 1100 meter över havet. Nedanför skogsgränsen är laven ovanlig men ibland kan den växa på fristående granar som står på myrar eller i myrkanter. Sådana granar brukar ha långsammare tillväxt än normalt och även som äldre förbli ganska små, så kallade dvärgvuxna granar. Grenarna som laven växer på får gärna ha gödslats med spillning från fåglar.